# Caraga
Caraga és una regió de les Filipines, designada com a Regió XIII, situada a la part nord-oriental de l'illa de Mindanao. És la regió més nova de les Filipines, creada pel Decret de la República núm. 7901, el 25 de febrer de 1995. Consta de quatre províncies: Agusan del Nord, Agusan del Sud, Surigao del Nord i Surigao del Sud, a més de la ciutat independent de Butuan, que és la capital regional.
La superfície de la regió és de 21.471 km². Segons el cens de 2007, té una població de 2.298.035 habitants, amb què era la segona menys poblada de les 17 regions del país.

## Províncies i ciutats independents
La regió de Caraga està composta per 4 províncies i 1 ciutat independent:
| Província/Ciutat          | Capital     | Població (2007) | Àrea (km²) | Densitat de població (per km²) |
| ------------------------- | ----------- | --------------- | ---------- | ------------------------------ |
| Prov. d'Agusan del Nord   | Cabadbaran  | 314.027         | 2.730,2    | 115,0                          |
| Prov. d'Agusan del Sud    | Prosperidad | 609.447         | 9.989,5    | 61,0                           |
| Prov. de Surigao del Nord | Surigao     | 530.281         | 3.009,3    | 176,2                          |
| Prov. de Surigao del Sud  | Tandag      | 545.902         | 4.925,2    | 110,8                          |
|                           |             |                 |            |                                |
| Ciutat de Butuan          | —           | 298.378         | 816,6      | 365,4                          |
|                           |             |                 |            |                                |
| Caraga                    | Butuan      | 2.298.035       | 21.470,8   | 107,0                          |

Tot i que Butuan és sovint agrupada dins de la província d'Agusan del Nord amb finalitats estadístiques per l'Oficina Nacional d'Estadística, com a ciutat altament urbanitzada és administrativament independent de la província.